# Oficina de Justificació de la Difusió
Oficina de Justificació de la Difusió (OJD) és una empresa espanyola fundada el 20 d'octubre de 1964encarregada del control del tiratge i difusió de diversos tipus de mitjans de comunicació a Espanya, entre els quals es troben publicacions impreses (revistes i diaris) i mitjans de comunicació per Internet.

## Història d'OJD-Introl
En els anys 60, a Espanya, la publicitat a través del mitjans de comunicació era ja d'importants dimensions. I amb la necessitat de poder mesurar la seva difusió en els mitjans escrits (la qual cosa ja es feia en els països desenvolupats), va sorgir l'OJD. Aquesta empresa va ser fundada el 20 d'octubre de 1964.
Els primers controls de difusió es van dur a terme el mes de maig de 1965, data en què es va editar el número u del Boletín de la OJD. Encara que els periòdics i revistes més importants van acceptar des del principi sotmetre's al control, d'altres ho van rebutjar.
Junt als diaris d'informació general de l'època (ABC, Ya, La Vanguardia Española, etc.), hi havia Las Hojas del Lunes (editades per les Asociacions de la Premsa en les capitals de província), els periòdics esportius (Marca, amb 140.000 exemplars; Faro, Mundo Deportivo, As, etc.) els setmanaris (El Caso, amb una difusió de 132.000 exemplars; Destino, Sábado Gráfico, Gaceta Ilustrada y Selecciones del Reader’s Digest, amb 204.000 exemplars en 1965), les revistes femenines (¡Hola!, 312.000 exemplars en el primer control; Ama, Lolita, Selene, Diez Minutos, Telva, Garbo, Lecturas), del motor (Velocidad, Club), de cinema i fotografia (Car, Fotogramas, Cine en 7 días, Ondas, Foco), de continguts religiosos (Mensajero del Corazón de Jesús, La Familia Cristiana, Mundo Cristiano, Vida Nueva) i culturals i de pensament (Círculo de Lectores, Historia y Vida, Cuadernos para el diálogo i Revista de Occidente).
A partir de 1971 el control de la difusió es va estendre a un bon nombre de publicacions professionals, en sectors com l'agricultura i la ramaderia (La Gaceta Rural, Explotación agraria, Agricultura), construcció i arquitectura (Construc, El Instalador, Cic-Información, Boletín de Subastas, Informes de la Construcción) o medicina (Noticias Médicas, Boletín de la Fundación Jiménez Díaz, Medicina Clínica o Tribuna Médica). També al món del còmic infantil, amb álbums molt populars de Mortadelo, Pulgarcito, Lily, Tío Vivo, Jabato i Trueno Color.
El canvi de règim polític y la Transició van afavorir l'expansió del mercat periodístic, l'aparició de noves capçaleres (El País, Diario 16), la privatizació dels antics diaris del Movimiento (que es va completar el 1984) i l'edició de nous títols en el sector tècnic i especialitzat. També es van publicar els primers suplements que acompanyaven l'edició dominical dels diaris.
La difusió de la premsa a Espanya creixia. Va pasar de poc més de tres milions d'exemplars (3.046.400) el 1987 a superar els quatre milions sis anys després (4.126.200 el 1993). Aquest increment va suposar que, per primera vegada, Espanya superés l'índex de cent exemplars per cada mil habitants, que la Unesco estableix com el llindar del desenvolupament. I aquesta dada es va mantenir la dècada següent, malgrat l'aparició d'Internet i de publicacions de distribució gratuïta. Els suplements dels diaris també van viure una època d'esplendor.
Es va produir un important increment de la difusió de revistes amb nous títols controlats en informàtica, decoració, femenines, televisió, motor viatges i l'OJD va arribar a controlar 175 títols amb una difusió conjunta de 11.619.286 exemplars.
El 1997 es va llançar el servei d'OJDinteractiva per auditar la difusió dels llocs web a Internet. Així, oferia dades mensuales auditades d'usuaris únics, visites i pàginas vistes de més de 450 de les principals webs d'Espanya, sent la referència del tràfic web al país.
El 2004 apareixen les primeres dades controlades dels diaris de distribució gratuïta, que van arribar a totalitzar més de 4 milions d'exemplars distribuïts auditats pel PGD.
La difusió de les edicions digitals de les publicacions (diaris i revistes) són ara també objecte de control gràcies a l'aplicació de les tècniques d'auditoria i les noves tecnologies.
Sota la nova denominació d'Información y Control de Publicaciones, S.A. (Introl), l'oficina aporta un valiós servei al mercat dels mitjans, els anunciants i la publicitat: la transparència a través de les dades verificades i molt fiables que ofrenen les tres divisions que avui constitueixen la societat: OJD, PGD y OJDinteractiva.
Però més enllà d'aquest paper de certificador de dades, OJD-Introl subministra informació intel·ligent per que la indústria compti amb noves eines de planificació acords a les necessitats d'un sector canviant i en plena evolució. Una millor y més ràpida explotació de la base de dades, permet elaborar i oferir estudis de distintes tipologies i gran interès per anunciants, agències i mitjans.

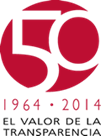

La dimensió internacional d'OJD-Introl es va fer de nou present amb la celebració a Madrid, els dies 23, 24 i 25 d'octubre de 2012, de la XXV Assemblea General de la IFABC (Federació Internacional d'Oficines de Control de Difusió), que agrupa a 35 oficines dels cinc continents. La cita va posar de manifiest la necessitat de reforçar i adequar permanentment l'estructura de les oficines per seguir oferint sistemes d'auditoria i medició que garanteixin el rigor de les dades relatives a les distintes plataformes.
En desembre de 2013, segons resa en la Memòria de la societat, l'OJD-Introl controlava 521 publicacions impreses i 215 llocs web. La difusió dels principals diaris i revistes va patir en els cinc últims anys descensos significatius. Per la seva part els llocs web controlats por l'OJDinteractiva va experimentar creixements continuats de les seves xifres de visitants únics, visites i pàgines vistes.

## Funcions d'OJD-Introl
El sistema que utilitza OJD pel seu treball es el de “Declaració-Verficació”.
Els editors declaren periòdicament les dades de difusió de cadascuna de les seves capçelers. Els auditors de l'OJD verifiquen que aquestes xifras responen a la realitat, contrastant les xifras declarades amb les dades que reflecteix la comptabilitat de la empresa. Així, es realitza una revisió limitada de les àrees comptables relacionades amb la difusió: compra y consum de paper, subscripcions, vendes, registres de l'IVA, etc. L'objectiu d'aquesta auditoria és comprovar la veracitat de les dades declarades per l'editor per cada publicació.
Es publiquen tots els mesos les dades relatives a:
1. Tirada útil: exemplars vàlids impressos per la seva distribució i venda.
2. Subscripcions individuals: exemplars venuts i servits als subscriptors de la publicació.
3. Subscripcions col·lectives: exemplars venuts a patrocinadors i empreses que son servides als susbcriptors que aquests seleccionen.
4. Venda al número: exemplars venuts a través de la xarxa de vendes (quioscos, etc.).
5. Venda en bloc: exemplars venuts a empresas no professionales de la distribució pel seu repartiment (línies aèreas, Renfe, hotels, etc.).
6. Serveis regulars: exemplars gratuïts per cortesia de l'editor i serveis promocionals.
7. Difusió total: suma dels apartats 2 al 6. Recull el total de difusió media del període pel títol.

## Administració d'OJD-Introl
| Períodes   | Presidents                   |
| ---------- | ---------------------------- |
| 1964-1971  | Francisco Fontcuberta Vernet |
| 1971-2003  | Juan Pavía Gil               |
| 2003-2004  | Antonio García Zarandieta    |
| 2004- 2016 | Ángel Durández Adeva         |
| 2016-...   | Fernando Valdés Bueno        |

| Períodes  | Directors Generals        |
| --------- | ------------------------- |
| 1964-1994 | Jacinto Jiménez Eguizabal |
| 1994-2013 | Eusebio Serrano Rioja     |
| 2013- ... | Manuel Sala González      |